# Escudo de Florencia (Caquetá)
El Escudo de armas de Florencia es el emblema heráldico que representa a la ciudad colombiana de Florencia, capital del departamento del Caquetá.
El escudo oficial de la ciudad fue reformado por la administración municipal durante 2009, y adoptado mediante el Acuerdo del Concejo Municipal de Florencia n.º 005 del 26 de febrero de 2009.
El escudo, junto con la bandera y el himno, tienen el reconocimiento de símbolos oficiales del municipio. Además, el blasón como símbolo de la ciudad forma parte de la imagen institucional de la administración municipal, por lo cual está presente en los actos protocolarios, en la papelería oficial, en el mobiliario urbano o en las obras públicas.

## Blasonado
Escudo en forma de dama, cortado de argén y sinople. En el jefe, el sol dorado se pone a la diestra de los verdes picachos, adornado a su siniestra por una palma de canangucha. En la punta, la llanura amazónica bañada por dos ríos en azur y un ejemplar de ganado criollo caqueteño. Está bordado por una capa en cuya mitad superior reposan once estrellas doradas sobre un fondo de gules, y en la mitad inferior sobre un fondo de oro reposan las letras en color sable que conforman el nombre de FLORENCIA CAQUETÁ.

## Significado de los elementos
Está formado por un óvalo que representa la pertenencia y seguridad de la casa materna. Está rodeado por una capa cuya mitad inferior es amarilla en donde reposa el nombre de la ciudad, protegiendo el hábitat conformado por las montañas y llanuras, y la mitad superior es roja en donde descansan once estrellas, que representan las cuatro comunas del área urbana y los siete corregimientos del área rural.
El óvalo está cruzado por los ríos Hacha y Orteguaza. En el centro está la llanura amazónica, donde se aprecia un ejemplar de la raza Criollo Caqueteño, símbolo de la riqueza ganadera del territorio. La palma que se observa al lado del río es el homenaje al himno "Florencia oasis de amor" y también como recuerdo a las palabras bíblicas citadas por monseñor Antonio María Torasso, primer obispo del Caquetá, "Florecerá como la palma". 
Al fondo se contemplan los picachos de la cordillera Oriental, que sirve de lindero con el departamento del Huila, así como el sol que asoma en el confín trayendo vida y progreso. 
El óvalo está protegido a los lados izquierdo y derecho, por la flor de heliconias rojas, símbolo que representa la belleza de la madre tierra que brinda su aliento. En la parte inferior está adornado por hojas del árbol de caucho, sobre las cuales reposan dos guacamayas azules. Estas son flores y aves que significan la diversidad de especies de flora y fauna que posee el municipio de Florencia. 
La impresión del escudo se realiza siempre sobre fondo blanco, por representar la pureza del espíritu, la limpieza de las actuaciones, la claridad filosófica y respeto a todos, y la  tranquilidad espiritual.

## Antiguo escudo
El antiguo escudo de armas de Florencia estuvo vigente hasta el 26 de febrero de 2009, cuando fue modificado por el Concejo Municipal mediante el Acuerdo n.º 005 de 2009. También mostraba en su diseño algunos elementos tradicionales del municipio, entre los que se encuentran los picachos de la cordillera Oriental, la palma de canangucha como representación de la flora tropical del Caquetá y los ríos Hacha y Orteguaza, así como la bandera que le sirve de soporte, los cuales fueron conservados.
Sin embargo, varios elementos del escudo anterior no se observan más en su nueva versión:
- El ejemplar de ganado cebú fue reemplazado por uno de raza criollo caqueteño.
- Se eliminaron la espiga de arroz y la rama de laurel, representantes de la riqueza agrícola de la región y que salvaguardaban el óvalo central, para dar paso a nuevos elementos como las heliconias rojas y a las guacamayas azules, ubicados a la izquierda y derecha del nuevo escudo.
- Las hachas que soportaban el óvalo central y que representaban el trabajo colonizador en las selvas, dieron paso al árbol de caucho.
- El corte superior era celeste en lugar de argén.